# Ebba Brahe

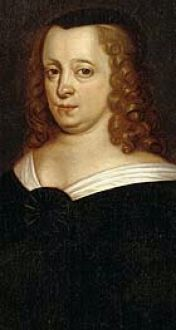
Ebba Brahe in abito da vedova.

Ebba Magnusdotter Brahe (16 marzo 1596 – 5 gennaio 1674) è stata una nobile svedese, dama di compagnia della famiglia reale di Svezia e amante di Gustavo Adolfo, prima che venisse costretto, dalla madre,  a sposare una principessa.

## Biografia
Ebba Brahe era figlia di Magnus Brahe e Britta Stensdotter Leijonhuvud nonché cugina di Margareta Brahe e Per Brahe il Giovane. Venne inviata alla corte nel 1611, all'età di quindici anni, come dama di compagnia della regina Cristina di Holstein-Gottorp, per abituarsi alle cose del mondo prima del matrimonio.
Nel 1613, all'età di 16 anni, divenne l'amante di re Gustavo Adolfo. Questa non era affatto una posizione ufficiale, ma era ben noto all'interno della corte reale. Nelle lettere scambiate tra di loro, sembra che entrambi fossero ugualmente innamorati l'una dell'altro. I due decisero di giungere ad un matrimonio, e Gustavo Adolfo non avrebbe trovato ciò impossibile, visto che tre regine in passato, Margareta Leijonhufvud (sua nonna), Katarina Stenbock (sua bisnonna) e Gunilla Bielke (sua zia) non provenivano da famiglie nobili. Ai piani di matrimonio si oppose però la regina vedova, che era la sovrana di fatto durante il periodo della reggenza del figlio e volle per lui un matrimonio combinato di convenienza politica. La controversia tra la regina vedova, il re e Ebba Brahe continuò fino al 1615, e fu oggetto di opere romantiche, storie e poesie per secoli.
Le curiosità più famosa su questa controversia è la seguente: la regina passò davanti ad una finestra, seguita da Ebba Brahe. Sul vetro della finestra, la regina scrisse, con un anello di diamanti, come suggerimento dei piani dei quali non avevano discusso apertamente:  Una cosa è desiderare, una cosa è dovere; questa è la strada in casi come questo, e se ne andò. Ebba Brahe fece un passo avanti e scrisse in risposta: Sono felice di quello che ho, e grazie mio Dio per questa grazia. Con questo, Ebba Brahe accettò che il rapporto con il re non avrebbe mai potuto essere ufficiale.
Il 24 giugno 1618 sposò il conte Jacob De la Gardie, anche se il suo rapporto con Adolfo continuò (in segreto) fino alla sua morte nel 1632.
Rimasta vedova nel 1652, divenne una delle tante potenti proprietarie terriere, che occuparono un posto significativo nelle leggende locali della Svezia nel corso dei secoli XVI e XVII, come ad esempio Barbro Påle, Sophia Drake, Margareta Huitfeldt e Margareta von Ascheberg. Si trasformata in un'abile proprietaria terriera, gestendo ed ampliando le sue proprietà. Acquistò nuove proprietà nella provincia danese di Scania, che divenne una provincia svedese nel 1658, e aveva molti latifondi che erano stati lasciati dalla nobiltà danese. Svolse anche un ruolo influente alla corte reale, e si crede abbia avuto una influenza sulla regina Cristina di Svezia. Nel 1651, lo storico Messenius e suo figlio l'accusarono di aver persuaso la regina Cristina a non sposarsi usando la stregoneria. Tale accusa, contro una nobile, non poteva essere accettata e gli accusatori vennero decapitati per tradimento.
Dopo la morte del marito nel 1652, inoltrò una petizione alla regina Cristina di Svezia chiedendole di fondare la città di Jakobstad in Finlandia, così chiamata in onore del suo defunto marito. Successivamente, una strada in Jakobstad venne intitolata a Ebba Brahe.

## Famiglia
Dal suo matrimonio con Jacob nacquero quattordici figli, dei quali soltanto sette giunsero alla maturità. None of her children are believed to have been fathered by King Gustavus Adolphus.
1. Pontus De la Gardie (1619–1632).
2. Christina De la Gardie (1620 - morta durante l'infanzia).
3. Sophia De la Gardie (1621 - morta durante l'infanzia).
4. Magnus Gabriel De la Gardie (1622–1686), gran cancelliere di Svezia del Riksråd.
5. Brita De la Gardie (1624 - morta durante l'infanzia).
6. Gustaf Adolph De la Gardie (1626 - morto durante l'infanzia).
7. Maria Sofia De la Gardie (1627–1694), andata sposa a Gustaf Gabrielsson Oxenstierna, nipote del reggente Axel Oxenstierna.
8. Jakob Kasimir De la Gardie (1629–1658), andato sposo a Ebba Sparre.
9. Pontus Frederick De la Gardie (1630–1692).
10. Christina Catharine De la Gardie (1632–1704), sposata a Gustaf Otto Stenbock, madre di Magnus Stenbock.
11. Johann Karl De la Gardie (1634 -morto durante l'infanzia)
12. Birgitta Helena De la Gardie (1636 - morta durante l'infanzia).
13. Axel Julius De la Gardie (1637–1710), feldmaresciallo e governatore generale dell'Estonia.
14. Ebba Margaretha De La Gardie (1638–1696).